# Rim Jong-sim (sztangistka)
Rim Jong-sim (kor. 림정심; ur. 5 lutego 1993 w Pjongjangu) – północnokoreańska sztangistka, dwukrotna mistrzyni olimpijska i czterokrotna medalistka mistrzostw świata.
Złota medalistka igrzysk olimpijskich w Londynie w kategorii wagowej do 69 kg oraz igrzysk olimpijskich w Rio de Janeiro w kategorii wagowej do 75 kg.
Zdobyła też złoty medal na mistrzostwach świata w Pattayi (2019), srebrne na mistrzostwach świata w Houston (2015) i mistrzostwach świata w Aszchabadzie (2018) oraz brązowy podczas mistrzostw świata w Ałmaty (2014).

## Wyniki
| Rok  | Zawody               | Miasto         | Miejsce | Kategoria | Wynik          |
| ---- | -------------------- | -------------- | ------- | --------- | -------------- |
| 2012 | Igrzyska olimpijskie | Londyn         | 1       | do 69 kg  | 115+146=261 kg |
| 2017 | Uniwersjada          | Tajpej         | 1       | do 75 kg  | 115+145=260 kg |
| 2016 | Igrzyska olimpijskie | Rio de Janeiro | 1       | do 75 kg  | 121+153=274 kg |